# Callisthene minor
Callisthene minor là một loài thực vật có hoa trong họ Vochysiaceae. Loài này được Mart. mô tả khoa học đầu tiên năm 1827.